# Шимон Марциняк
Шимон Марциняк (пол. Szymon Marciniak; 7 січня 1981, Плоцьк) — польський футбольний арбітр Екстракляси Польщі з 2008, ФІФА (з 2011).

## Кар'єра
Судить матчі польської Екстракляси з 2008 року, суддя ФІФА з 1 січня 2011 року.
У жовтні 2012 року дебютує у груповому етапі Ліги Європи УЄФА, а у березні 2014 року і в 1/8 фіналу того ж турніру.
11 вересня 2012 відсудив відбірковий кваліфікаційний матч до чемпіонату світу 2014 між збірними Португалії та Азербайджану.
Шимон працював і на матчах молодіжного чемпіонату Європи 2015:
- Чехія 1–2 Данія
- Італія 0–0 Португалія
- Фінального матчу Швеція 0–0 Португалія (по пенальті 4:3).

1 березня 2016 увійшов до складу суддівської бригади для обслуговування матчів чемпіонату Європи з футболу 2016.
7 липня 2017 судив матч Суперкубка Польщі між клубами «Легія» (Варшава) та «Арка» (Гдиня).
2 травня 2022 судив фінальний матч Кубку Польщі між клубами «Ракув» та «Лех» (Познань).
У 2022 році обраний арбітром на ЧС 2022 у Катарі. 15 грудня 2022 року призначеений на фінальну гру між збірним Аргентини та Франції ставши першим польським арбітром, який відсудив матч такого рівня.
25 лютого 2023 року відсудив матч Суперкубку ОАЕ між клубами «Аль-Айн» та «Шарджа».
10 червня 2023 року відсудив фінальний матч Ліги чемпіонів сезону 2022–23 між англійським «Манчестер Сіті» та італійським «Інтернаціонале».

## Статистика

### Ліга чемпіонів
| Раунд         | Дата       | Матч                                     | Жовті картки  | Червоні картки | Пенальті  |
| ------------- | ---------- | ---------------------------------------- | ------------- | -------------- | --------- |
| II раунд      | 24.07.2012 | Вентспілс 1 – 1 Молде                    | 3 (2 + 1)     | 0              | 0         |
| III раунд     | 30.07.2013 | Базель 1 – 0 Маккабі (Тель-Авів)         | 8 (3 + 5)     | 0              | 0         |
| III раунд     | 29.07.2014 | Дебрецен 1 – 0 БАТЕ                      | 2 (2 + 0)     | 0              | 1 (1 + 0) |
| Груповий етап | 16.09.2014 | Ювентус 2 – 0 Мальме                     | 3 (0 + 3)     | 0              | 0         |
| Груповий етап | 22.10.2014 | Монако 0 – 0 Бенфіка                     | 6 (3 + 3)     | 1 (0 + 1)      | 0         |
| Груповий етап | 10.12.2014 | Марибор 0 – 1 Шальке 04                  | 0             | 0              | 0         |
| IV раунд      | 25.08.2015 | Шахтар (Донецьк) 2 – 2 Рапід (Відень)    | 7 (4 + 3)     | 1 (0 + 1)      | 0         |
| Груповий етап | 15.09.2015 | Галатасарай 0 – 2 Атлетіко (Мадрид)      | 3 (2 + 1)     | 0              | 0         |
| Груповий етап | 03.11.2015 | Манчестер Юнайтед 1 – 0 ЦСКА (Москва)    | 2 (0 + 2)     | 0              | 0         |
| Груповий етап | 08.12.2015 | Севілья 1 – 0 Ювентус                    | 2 (0 + 2)     | 0              | 0         |
| 1/8 фіналу    | 08.03.2016 | Реал Мадрид 2 – 0 Рома                   | 2 (1 + 1)     | 0              | 0         |
| 1/4 фіналу    | 05.04.2016 | Баварія (Мюнхен) 1 – 0 Бенфіка           | 4 (2 + 2)     | 0              | 0         |
| IV раунд      | 23.08.2016 | Рома 0 – 3 Порту                         | 5 (1 + 4)     | 2 (2 + 0)      | 0         |
| Груповий етап | 28.09.2016 | Атлетіко (Мадрид) 1 – 0 Баварія (Мюнхен) | 5 (1 + 4)     | 0              | 1 (1 + 0) |
| Груповий етап | 18.10.2016 | Олімпік (Ліон) 0 – 1 Ювентус             | 8 (5 + 3)     | 1 (0 + 1)      | 1 (1 + 0) |
| Груповий етап | 07.12.2016 | Реал Мадрид 2 – 2 Боруссія (Дортмунд)    | 3 (2 + 1)     | 0              | 0         |
| 1/8 фіналу    | 14.02.2017 | Парі Сен-Жермен 4 – 0 Барселона          | 4 (1 + 3)     | 0              | 0         |
| 1/4 фіналу    | 11.04.2017 | Ювентус 3 – 0 Барселона                  | 7 (4 + 3)     | 0              | 0         |
| IV раунд      | 16.08.2017 | Наполі 2 – 0 Ніцца                       | 3 (1 + 2)     | 2 (0 + 2)      | 1 (1 + 0) |
| Груповий етап | 13.09.2017 | Феєнорд 0 – 4 Манчестер Сіті             | 5 (4 + 1)     | 0              | 0         |
| Груповий етап | 17.10.2017 | Реал Мадрид 1 – 1 Тоттенгем Готспур      | 2 (1 + 1)     | 0              | 1 (1 + 0) |
| Груповий етап | 06.12.2017 | Ліверпуль 7 – 0 Спартак Москва           | 3 (1 + 2)     | 0              | 0         |
| 1/8 фіналу    | 07.03.2018 | Тоттенгем Готспур 1 – 2 Ювентус          | 7 (3 + 4)     | 0              | 0         |
| IV раунд      | 28.08.2018 | АЕК (Афіни) 1 – 1 Фегервар               | 8 (4 + 4)     | 2 (0 + 2)      | 1 (0 + 1) |
| Груповий етап | 18.09.2018 | Црвена Звезда 0 – 0 Наполі               | 6 (2 + 4)     | 0              | 0         |
| Груповий етап | 06.11.2018 | Інтернаціонале 1 – 1 Барселона           | 3 (1 + 2)     | 0              | 0         |
| Груповий етап | 28.11.2018 | Парі Сен-Жермен 2 – 1 Ліверпуль          | 8 (3 + 5)     | 0              | 1 (1 + 0) |
| 1/8 фіналу    | 13.03.2019 | Барселона 5 – 1 Олімпік (Ліон)           | 3 (1 + 2)     | 0              | 1 (1 + 0) |
| IV раунд      | 20.08.2019 | ЛАСК 0 – 1 Брюгге                        | 5 (1 + 4)     | 0              | 1 (1 + 0) |
| Груповий етап | 01.10.2019 | Галатасарай 0 – 1 Парі Сен-Жермен        | 4 (1 + 3)     | 0              | 0         |
| Груповий етап | 05.11.2019 | Наполі 1 – 1 Ред Булл (Зальцбург)        | 3 (3 + 0)     | 0              | 1 (1 + 0) |
| Груповий етап | 27.11.2019 | Славія (Прага) 1 – 3 Інтернаціонале      | 3 (2 + 1)     | 0              | 1 (1 + 0) |
| 1/8 фіналу    | 18.02.2020 | Атлетіко (Мадрид) 1 – 0 Ліверпуль        | 3 (2 + 1)     | 0              | 0         |
| 1/4 фіналу    | 13.08.2020 | РБ Лейпциг 2 – 1 Атлетіко (Мадрид)       | 5 (0 + 5)     | 0              | 1 (0 + 1) |
| IV раунд      | 29.09.2020 | Динамо (Київ) 3 – 0 Гент                 | 3 (2 + 1)     | 0              | 2 (1 + 1) |
| Груповий етап | 04.11.2020 | РБ Лейпциг 2 – 1 Парі Сен-Жермен         | 5 (4 + 1)     | 2 (0 + 2)      | 2 (1 + 1) |
| III раунд     | 03.08.2021 | Мальме 2 – 1 Рейнджерс                   | 6 (3 + 3)     | 0              | 0         |
| IV раунд      | 17.08.2021 | Ред Булл (Зальцбург) 2 – 1 Брондбю       | 2 (0 + 2)     | 0              | 0         |
| Груповий етап | 15.09.2021 | Ліверпуль 3 – 2 Мілан                    | 3 (1 + 2)     | 0              | 1 (1 + 0) |
| Груповий етап | 20.10.2021 | Манчестер Юнайтед 3 – 2 Аталанта         | 7 (0 + 7)     | 0              | 0         |
| Груповий етап | 02.11.2021 | Баварія (Мюнхен) 5 – 2 Бенфіка (Лісабон) | 3 (1 + 2)     | 0              | 1 (1 + 0) |
| Груповий етап | 24.11.2021 | Шериф 0 – 3 Реал Мадрид                  | 2 (2 + 0)     | 0              | 0         |
| 1/8 фіналу    | 16.02.2022 | Інтернаціонале 0 – 2 Ліверпуль           | 0             | 0              | 0         |
| 1/8 фіналу    | 16.03.2022 | Ювентус 0 – 3 Вільярреал                 | 1 (0 + 1)     | 0              | 2 (0 + 2) |
| 1/4 фіналу    | 12.04.2022 | Реал Мадрид 2 – 3 (дч) Челсі             | 8 (2 + 2 + 4) | 0              | 0         |
| 1/2 фіналу    | 27.04.2022 | Ліверпуль 2 – 0 Вільярреал               | 3 (1 + 2)     | 0              | 0         |
| Разом         | –          | 46                                       | 190           | 11             | 20        |

### Ліга Європи
| Раунд         | Дата       | Матч                                                | Жовті картки | Червоні картки | Пенальті  |
| ------------- | ---------- | --------------------------------------------------- | ------------ | -------------- | --------- |
| II раунд      | 21.07.2011 | Олесунн 3 – 1 Ференцварош                           | 7 (2 + 5)    | 0              | 1 (1 + 0) |
| III раунд     | 28.07.2011 | АЗ 2 – 0 Бауміт                                     | 2 (1 + 1)    | 0              | 0         |
| III раунд     | 09.08.2012 | Гент 0 – 3 Відеотон                                 | 7 (4 + 3)    | 2 (2 + 0)      | 0         |
| Груповий етап | 04.10.2012 | Лаціо 1 – 0 Марибор                                 | 2 (1 + 1)    | 1 (0 + 1)      | 1 (1 + 0) |
| Груповий етап | 25.10.2012 | Генк 2 – 1 Спортінг (Лісабон)                       | 6 (2 + 4)    | 1 (0 + 1)      | 0         |
| IV раунд      | 22.08.2013 | Карабах (Агдам) 0 – 2 Айнтрахт (Франкфурт-на-Майні) | 4 (1 + 3)    | 0              | 0         |
| Груповий етап | 03.10.2013 | Дніпро (Дніпропетровськ) 1 – 2 Фіорентіна           | 4 (0 + 4)    | 1 (0 + 1)      | 2 (1 + 1) |
| Груповий етап | 07.11.2013 | Севілья 1 – 1 Слован (Ліберець)                     | 7 (3 + 4)    | 0              | 0         |
| Груповий етап | 12.12.2013 | Марибор 2 – 1 Віган Атлетік                         | 9 (5 + 4)    | 2 (1 + 1)      | 2 (1 + 1) |
| 1/16 фіналу   | 27.02.2014 | Бенфіка (Лісабон) 3 – 0 ПАОК                        | 2 (1 + 1)    | 1 (0 + 1)      | 1 (1 + 0) |
| 1/8 фіналу    | 20.03.2014 | Вікторія (Пльзень) 2 – 1 Олімпік (Ліон)             | 4 (2 + 2)    | 0              | 1 (1 + 0) |
| IV раунд      | 28.08.2014 | Краснодар 3 – 0 Реал Сосьєдад                       | 6 (0 + 6)    | 2 (1 + 1)      | 1 (1 + 0) |
| Груповий етап | 27.11.2014 | Вільярреал 2 – 2 Боруссія (Менхенгладбах)           | 4 (2 + 2)    | 0              | 0         |
| 1/16 фіналу   | 19.02.2015 | Ліверпуль 1 – 0 Бешікташ                            | 5 (1 + 4)    | 0              | 1 (1 + 0) |
| 1/8 фіналу    | 12.03.2015 | Вольфсбург 3 – 1 Інтернаціонале                     | 5 (1 + 4)    | 0              | 0         |
| 1/4 фіналу    | 16.04.2015 | Динамо (Київ) 1 – 1 Фіорентіна                      | 8 (4 + 4)    | 0              | 0         |
| 1/2 фіналу    | 28.04.2016 | Шахтар (Донецьк) 2 – 2 Севілья                      | 5 (2 + 3)    | 0              | 1 (0 + 1) |
| 1/2 фіналу    | 11.05.2017 | Олімпік (Ліон) 3 – 1 Аякс (Амстердам)               | 9 (5 + 4)    | 1 (0 + 1)      | 1 (1 + 0) |
| Разом         | –          | 18                                                  | 96           | 11             | 12        |

### Матчі національних збірних
| Дата              | Збірні                            | Рахунок        | Турнір                    | ЖК | YK · YK · RK | RK |
| ----------------- | --------------------------------- | -------------- | ------------------------- | -- | ------------ | -- |
| 29 лютого 2012    | Ізраїль – Україна                 | 2 – 3          | Товариський матч          | 4  | 0            | 0  |
| 11 вересня 2012   | Португалія – Азербайджан          | 3 – 0          | Кваліфікація ЧС 2014      | 2  | 0            | 0  |
| 14 серпня 2013    | Японія – Уругвай                  | 2 – 4          | Товариський матч          | 1  | 0            | 0  |
| 10 вересня 2013   | Уельс – Сербія                    | 0 – 3          | Кваліфікація ЧС 2014      | 2  | 0            | 0  |
| 22 травня 2014    | Угорщина – Данія                  | 2 – 2          | Товариський матч          | 2  | 0            | 0  |
| 8 вересня 2014    | Естонія – Словенія                | 1 – 0          | Кваліфікація ЧЄ 2016      | 2  | 0            | 1  |
| 11 жовтня 2014    | Франція – Португалія              | 2 – 1          | Товариський матч          | 2  | 0            | 0  |
| 12 листопада 2014 | Нідерланди – Мексика              | 2 – 3          | Товариський матч          | 4  | 0            | 0  |
| 14 листопада 2014 | США – Колумбія                    | 1 – 2          | Товариський матч          | 5  | 0            | 0  |
| 29 березня 2015   | Північна Ірландія – Фінляндія     | 2 – 1          | Кваліфікація ЧЄ 2016      | 4  | 0            | 0  |
| 3 вересня 2015    | Кіпр – Уельс                      | 0 – 1          | Кваліфікація ЧЄ 2016      | 0  | 0            | 0  |
| 11 жовтня 2015    | Вірменія – Албанія                | 0 – 3          | Кваліфікація ЧЄ 2016      | 6  | 0            | 0  |
| 13 червня 2016    | Іспанія – Чехія                   | 1 – 0          | Євро 2016 (група D)       | 1  | 0            | 0  |
| 22 червня 2016    | Ісландія – Австрія                | 1 – 0          | Євро 2016 (група F)       | 5  | 0            | 0  |
| 26 червня 2016    | Німеччина – Словаччина            | 3 – 0          | Євро 2016 (1/8 фіналу)    | 4  | 0            | 0  |
| 5 вересня 2016    | Хорватія – Туреччина              | 1 – 1          | Кваліфікація ЧС 2018      | 2  | 0            | 0  |
| 25 березня 2017   | Португалія — Угорщина             | 3 – 0          | Кваліфікація ЧС 2018      | 3  | 0            | 0  |
| 28 березня 2017   | Росія – Бельгія                   | 3 – 3          | Товариський матч          | 0  | 0            | 0  |
| 3 вересня 2017    | Греція – Бельгія                  | 1 – 2          | Кваліфікація ЧС 2018      | 5  | 0            | 0  |
| 6 жовтня 2017     | Туреччина – Ісландія              | 0 – 3          | Кваліфікація ЧС 2018      | 4  | 0            | 0  |
| 14 листопада 2017 | Ірландія – Данія                  | 1 – 5          | Кваліфікація ЧС 2018      | 0  | 0            | 0  |
| 16 червня 2018    | Аргентина – Ісландія              | 1 – 1          | Груповий раунд ЧС 2018    | 0  | 0            | 0  |
| 23 червня 2018    | Німеччина – Швеція                | 2 – 1          | Груповий раунд ЧС 2018    | 2  | 1            | 0  |
| 15 жовтня 2018    | Іспанія – Англія                  | 2 – 3          | Ліга націй УЄФА 2018—2019 | 7  | 0            | 0  |
| 25 березня 2019   | Португалія – Сербія               | 1 – 1          | Кваліфікація ЧЄ 2020      | 4  | 0            | 0  |
| 11 червня 2019    | Ісландія – Туреччина              | 2 – 1          | Кваліфікація ЧЄ 2020      | 6  | 0            | 0  |
| 15 жовтня 2019    | Швейцарія – Ірландія              | 2 – 0          | Кваліфікація ЧЄ 2020      | 5  | 1            | 0  |
| 16 листопада 2019 | Північна Ірландія – Нідерланди    | 0 – 0          | Кваліфікація ЧЄ 2020      | 4  | 0            | 0  |
| 5 вересня 2020    | Швеція – Франція                  | 0 – 1          | Ліга націй УЄФА 2020—2021 | 2  | 0            | 0  |
| 8 жовтня 2020     | Болгарія – Угорщина               | 1 – 3          | Кваліфікація ЧЄ 2020      | 2  | 0            | 0  |
| 15 листопада 2020 | Туреччина – Росія                 | 3 – 2          | Ліга націй УЄФА 2020—2021 | 7  | 0            | 1  |
| 31 березня 2021   | Греція – Грузія                   | 1 – 1          | Кваліфікація ЧС 2022      | 7  | 0            | 0  |
| 3 червня 2021     | Україна – Північна Ірландія       | 1 – 0          | Товариський матч          | 2  | 0            | 0  |
| 1 вересня 2021    | Норвегія – Нідерланди             | 1 – 1          | Кваліфікація ЧС 2022      | 5  | 0            | 0  |
| 9 жовтня 2021     | Шотландія – Ізраїль               | 3 – 2          | Кваліфікація ЧС 2022      | 7  | 0            | 0  |
| 11 листопада 2021 | Греція – Іспанія                  | 0 – 1          | Кваліфікація ЧС 2022      | 6  | 0            | 0  |
| 24 березня 2022   | Уельс – Австрія                   | 2 – 1          | Кваліфікація ЧС 2022      | 4  | 0            | 0  |
| 11 червня 2022    | Англія – Італія                   | 0 – 0          | Ліга націй УЄФА 2022—2023 | 5  | 0            | 0  |
| 23 вересня 2022   | Боснія і Герцеговина – Чорногорія | 1 – 0          | Ліга націй УЄФА 2022—2023 | 9  | 0            | 0  |
| 26 листопада 2022 | Франція – Данія                   | 2 – 1          | ЧС 2022                   | 3  | 0            | 0  |
| 3 грудня 2022     | Аргентина – Австралія             | 2 – 1          | ЧС 2022                   | 2  | 0            | 0  |
| 18 грудня 2022    | Аргентина – Франція               | 3 – 3 пен. 4–2 | ЧС 2022                   | 8  | 0            | 0  |